# Cal Batista (Capçanes)
Cal Batista és una obra de Capçanes (Priorat) inclosa a l'Inventari del Patrimoni Arquitectònic de Catalunya.

## Descripció
Edifici de planta romboïdal, bastit de maçonaria arrebossada i pintada, de planta baixa i dos pisos, cobert per un terrat. A la façana s'hi obren la porta, de pedra picada amb la data 1886 i les inicials "B.V", i un balcó d'idèntiques dimensions a cada pis. Són de destacar les baranes de ferro forjat, ben treballades, i de les que la del primer pis duu també les inicials esmentades. A la planta baixa, a més a més, hi ha una porta secundària i una finestrella.

## Història
Es tracta d'una de tantes cases de la comarca bastides poc abans de la fil·loxera, quan moltes famílies s'enriquiren a causa dels alts preus del vi. En Bautista Vallès fou un dels principals colliters de vi del poble. Posteriorment l'edifici fou remodelat.